# Charlie Dupont
Pour les articles homonymes, voir Dupont ou Dupond.
Cet article possède un paronyme, voir Charles Dupont.
Charlie Dupont est un acteur belge, né le 23 mai 1971 à Tournai.

## Carrière
Au cinéma, on le retrouve dans des comédies désopilantes comme Coupez ! de Michel Hazanavicius (film d’ouverture du festival de Cannes 2022) ou Il était une fois, une fois de Christian Merret-Palmair dans lequel il est un « Serge » à l’accent bruxellois à couper au couteau. Mais il est aussi remarqué dans des rôles plus graves comme dans Un petit boulot de Pascal Chaumeil (nomination du meilleur second rôle au Magritte du cinéma). À la télévision il est le prof de Philo de La Faute à Rousseau, la série de France 2 librement adaptée de la série catalane #Philo. Mais il a aussi été le « Corrado » de la série Hard ou le « Vincent » de la série télévisée Seconde Chance.
En Belgique, il est également connu comme auteur de la série Faux contacts. En 2008, il réalise son premier court métrage intitulé Pierre-Papier-Ciseaux. En 2001, il épouse l’actrice Tania Garbarski. 
Il présente en 2015 et 2016 les cérémonies des Magritte du cinéma, et l'année suivante, à la 7e cérémonie des Magritte du cinéma, il est nommé pour le Magritte du meilleur acteur dans un second rôle 2017 pour son rôle dans Un petit boulot de Pascal Chaumeil.

## Théâtre
- 2013 : Promenade de santé de Nicolas Bedos, mise en scène par Hélène Theunissen, au Théâtre Le Public, à Bruxelles, Festival d'Avignon off en 2014
- 2014 : Lapin blanc, lapin rouge de Nassim Soleimanpour, au Théâtre Le Public, à Bruxelles
- 2015 : Tuyauterie de Philippe Blasband, au théâtre du Chêne Noir, au Festival d'Avignon off, Création au Théâtre Le Public en septembre 2014
- 2016 : Lettres à Nour de Rachid Benzine, créé au théâtre de Liège
- 2017 : Maris et femmes de Michel Kacenelenbogen, d'après un scénario de Woody Allen, au Théâtre Le Public, à Bruxelles[1]
- 2017 : Tuyeauterie de et mis en scène par Philippe Blasband, au Théâtre Le Public, Bruxelles, au Chêne noir à Avignon et au théâtre de l'Œuvre à Paris
- 2018 : Tuyauterie de Philippe Blasband, au Théâtre de l'Oeuvre
- 2018 : Hard, adaptation de Bruno Gaccio, mise en scène de Nicolas Briançon, au Théâtre de la Renaissance
- 2018 : Maris et Femmes de Woody Allen, mis en scène par Michel Kacenelenbogen au Théâtre Le Public, à Bruxelles
- 2019 : Hard, mis en scène par Nicolas Briançon au théâtre de la Renaissance
- 2020 : Les Émotifs anonymes, mis en scène par Arthur Jugnot, Théâtre Le Public, théâtre des Béliers à Avignon
- 2022 : Le Canard à l’orange, mis en scène par Nicolas Briançon au Théâtre Le Public, à Bruxelles
- 2023 : En attendant Bojangles d'après le roman d'Olivier Bourdeaut, mis en scène par Victoire Berger-Perrin, créé au Théâtre Le Public

## Filmographie

### Acteur

#### Cinéma
- 2001 : Mauvais Genres de Francis Girod
- 2003 : Le Tango des Rashevski de Sam Garbarski
- 2004 : Le Grand Rôle de Steve Suissa
- 2005 : Bunker Paradise de Stefan Liberski
- 2006 : Un ami parfait de Francis Girod
- 2008 : Tellement proches d'Olivier Nakache et Eric Toledano
- 2009 : Cinéman de Yann Moix
- 2009 : Les Meilleurs Amis du monde de Julien Rambaldi
- 2010 : Quartier lointain de Sam Garbarski
- 2011 : Largo Winch 2 de Jérôme Salle
- 2011 : Les Mythos de Denis Thybaud
- 2011 : Let My People Go ! de Mikael Buch
- 2012 : Il était une fois, une fois de Christian Merret-Palmair
- 2013 : Belle comme la femme d'un autre, de Catherine Castel
- 2013 : Joséphine d’Agnès Obadia
- 2014 : Le Dernier diamant d'Éric Barbier
- 2014 : Le Père Noël d'Alexandre Coffre
- 2016 : Deux au carré de Philippe Dajoux
- 2016 : Faut pas lui dire de Solange Cicurel
- 2016 : Un petit boulot de Pascal Chaumeil
- 2017 : Telle mère, telle fille de Noémie Saglio
- 2018 : Brillantissime de Michèle Laroque
- 2019 : Convoi exceptionnel de Bertrand Blier
- 2021 : Tokyo Shaking d'Olivier Peyon
- 2022 : Coupez ! de Michel Hazanavicius
- 2024 : L'Enfant qui mesurait le monde de Takis Candilis

#### Télévision
- 2002 : La Torpille de Luc Boland : Damien
- 2004 : 3 garçons, 1 fille, 2 mariages de Stéphane Clavier : Robert
- 2005 : Petit Homme de Benoît d'Aubert
- 2006 : Septième Ciel Belgique, épisode Retour à la réalité : Nicolas
- 2007 : PJ, épisode Les bonnes intentions : Antoine Fauvel
- 2008 : Alice Nevers, Le Juge Est Une Femme : un médecin (épisode 6 saison 6)
- 2008 : Chez Maupassant, épisode Une soirée : Bonnat
- 2008-2015 : Hard : Corrado
- 2008 : Melting Pot Café, épisode 3 : Alexandre
- 2009 : Panique ! de Benoît d'Aubert
- 2009 : Seconde Chance : Vincent Valberg
- 2009 : Magritte, le jour et la nuit d'Henri de Gerlache, Arte éditions, un documentaire sur René Magritte
- 2010 : Le Pot de colle de Julien Seri
- 2010 : Vidocq d'Alain Choquart
- 2011 : BXL/USA de Gaetan Bevenaege Grand prix du festival de la Rochelle
- 2012 : Métal Hurlant Chronicles, les Maîtres du destin
- 2013 : La Planète des cons de Charlie Dupont, Gilles Galud
- 2013 : Les Petits Meurtres d'Agatha Christie : Pourquoi pas Martin ? : Roland Delavallée
- 2014 : La folle soirée du Palmashow
- 2014 : Fais pas ci, fais pas ça (saison 7) : Loïc Leguédec
- 2015 : Presque comme les autres de Renaud Bertrand : Michel
- 2017 : Mystère Place Vendôme de Renaud Bertrand
- 2018 : Roches Noires de Laurent Dussaux : Antoine Gaube
- 2021-2022 : La Faute à Rousseau (série) d'Adeline Darraux et Octave Raspail : Benjamin Rousseau
- 2022 : Sophie Cross (série télévisée, 2021-2022), saison 2 épisode Casino Royal : Cyril Damien
- 2022 : Le Voyageur, saison 2, épisode 1 La maison sous le vent : Devreau
- 2022 : Répercussions de Virginie Wagon : Sébastien
- 2022 : Le Goût du crime de Chloé Micout : Nicolas Garnier
- 2023 : Le Nouveau de Ludovic Colbeau-Justin : Jean-Michel
- 2023 : Panda de Nicolas Cuche et Jérémy Mainguy : Alban
- 2024 : Murder Club de Renaud Bertrand
- 2024 : Contre toi de Christophe Lamotte : Fred Cavalieri
- 2025 : Au nom d'Emma d'Ionut Teianu : Jean-Baptiste Debarre

### Scénariste
- 1996 à 2000 : Faux contacts (avec Manu Thoreau et Benoît Forget) pour Canal+ Belgique
- 2004 : François le célibataire et ses amis formidables (série coécrite avec Ivan Goldschmidt et Benoît Forget) pour Canal+

### Réalisateur
- 2008 : Pierre-Papier-Ciseaux, court métrage

## Présentateur
- Magritte du cinéma 2015 : présentateur / maître de cérémonie
- Magritte du cinéma 2016 : présentateur / maître de cérémonie

## Distinctions
- Magritte 2017 : nomination pour le Magritte du meilleur acteur dans un second rôle pour Un petit boulot de Pascal Chaumeil